# イェトネバシュ・ニグシー
イェトネバシュ・ニグシー（アムハラ語: የትነበርሽ ንጉሴ、英語: Yetnebersh Nigussie、1982年1月24日）は、エチオピアの弁護士、障害者の権利活動家。2017年には、「エチオピアにおける障害者の権利の保護と社会的包摂を促進し、障害者が自分の可能性を最大限に発揮し、社会における見方を変えるために行った、彼女の感動的な活動を評価する」として、ライト・ライブリフッド賞を受賞した。

## 生涯
1982年1月24日、エチオピア人民民主共和国アムハラ地域で生まれる。
5歳の時、ウイルス感染により髄膜炎が発症。その影響で失明する。10歳から12歳の間に結婚することが多いエチオピアだが、盲ということもあり結婚できず、修道女が運営する盲学校に入学する。本人はインタビューにおいて「エチオピアの多くの人々は、誰かの障害はその家族が犯した過ちによって呪われた結果だと考えています」「私の村では教育を受ける機会があまり無かったので、ある意味、失明はチャンスでした」と語っている。
メネリク2世高等学校に入学。盲学校では視覚障害者向けの設備が充実しており快適な学校生活であったのに対し、高校はそういった設備がないため、友達に教科書を読んでもらう等してもらわなければならず、苦労することもあったという。それでも、生徒会長に就任し、その他の学校内の役職もこなすなど、積極的に活動していたという。
高校卒業後、アディスアベバ大学に入学。障碍者に対する差別と闘うことを決心し、法学を専攻。法学を理解した後は、実際に法律が社会のどこで機能しているかを知りたいと思い、社会福祉学を学び始める。
そして、法学の学士号と社会福祉学の修士号を取得し卒業した。視覚障害者で大学を卒業するのは国内3人目である。
2003年から2007年にかけてエチオピア全国盲人女性協会会長を歴任。2004年から2005年にかけて「アディスアベバ大学反エイズ運動」会長を務めた。
2003年、南アフリカで「女性と女児の性と生殖に関する健康と権利のためのアフリカン・パートナーシップ賞」を受賞。
2005年にエチオピア障害者開発センター（ECDD）を設立。2006年にアディスアベバ大学女子学生協会の設立・初代会長就任。2011年から2015年12月31日にかけてECDD常務取締役を務めた。
2011年、ワールド・オブ・ディファレンス・ライフタイム・アチーブメント賞（教育部門）を受賞。
2013年、エチオピア慈善団体フォーラム（ECSF）設立にかかわる。2013年から2014年まで、「全国災害リスク軽減および管理組織委員会」の親善大使を務める。
2015年、アフリカで最も影響力のある女性ビジネス・政治家賞（福祉および市民社会組織部門）を受賞。
2016年、ライト・フォー・ザ・ワールドに顧問として参加。
2017年、「第2のノーベル賞」ともいわれるライト・ライブリフッド賞を受賞。

## 人物・思想
障害を持ちながらも楽天主義的で、前向きな発言を多くすることで知られている。例えば、5歳で失明したことを「児童婚から解放された」と考えている。

障害者支援については、そのハンディを逆に活かし社会的自立を応援するというもので、「慈善で支え続けようとは考えていない」と語っている。障害者としてレッテルを貼られることにも否定的で、以下のような発言もしている：
障害ではなく、人に焦点を当ててください。私たちは1つの障害を持っていますが、99の能力を活かすことができるのです。
ジェンダーと障害には多くの共通点があると語っており、女子教育の推進活動も行っている。
エチオピアでインクルーシブ教育が普及していないことについては、「教師の意欲の欠如が原因ではなく、経験の欠如が原因である」と考えており、教師のスキル向上を支援することが重要であるとしている。

## 著書
- Nigussie, Yetnebersh (2006). The need for Legal Reform on the rights of Persons with Disabilities in Ethiopia, Addis Ababa University, Faculty of Law, Addis Ababa Ethiopia.
- Nigussie, Yetnebersh & Ransom, Bob (2008). UN Convention on the Rights of Persons with Disabilities: a Call for Action on Poverty, Lack of Access and Discrimination, ECDD, Addis Ababa, Ethiopia.
- Nigussie, Yetnebersh (2009). Psychosocial Dimensions and Employability of Persons with Disabilities, Addis Ababa University, School of Social Work, Addis Ababa, Ethiopia.